# (3767) DiMaggio
(3767) DiMaggio (1986 LC) – planetoida z grupy pasa głównego asteroid okrążająca Słońce w ciągu 4,2 lat w średniej odległości 2,6 j.a. Odkryła ją Eleanor Helin 3 czerwca 1986 roku.